# Zilog Z180

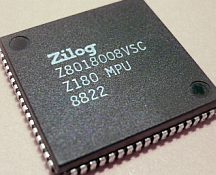
Egy korai Z180 processzor PLCC tokozásban (újabban a kisebb QFP és LQFP használata jellemző)

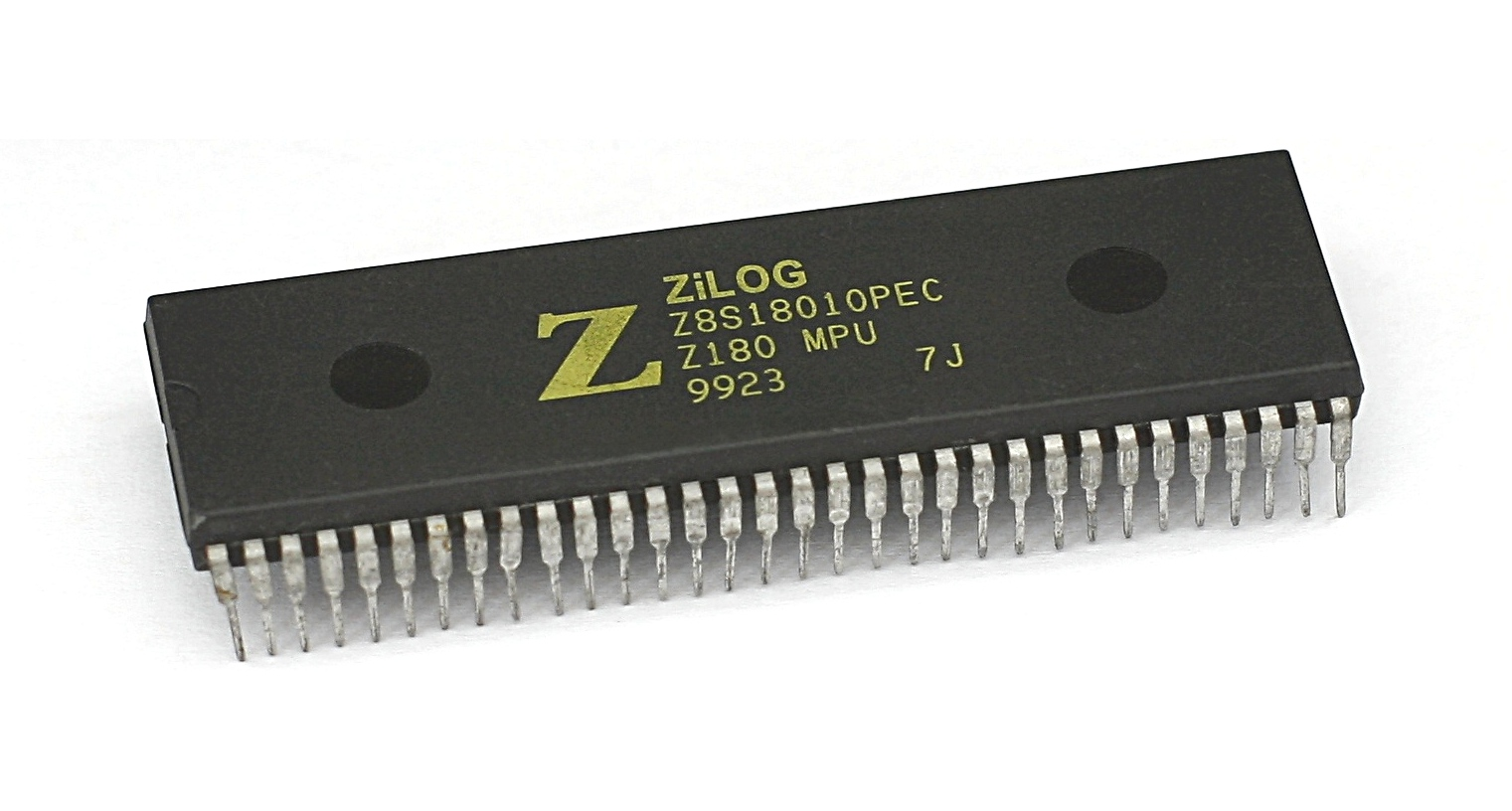
Z8S180.

A Zilog Z180 egy 8 bites mikroprocesszor-család, a Z80 CPU utódja. Ezt a processzort 1985-ben tervezték a Hitachi megrendelésére és eredetileg HD64180 jelöléssel került forgalomba. Később a Zilog cég változatlan felépítéssel Z180 néven folytatta a forgalmazást.
A Z80-as processzorral teljes mértékben kód-kompatibilis, ezáltal változtatás nélkül futtatható az arra írt hatalmas programkészlet.
A Z180 család jellemzői a magasabb teljesítmény és a processzor mellé integrált perifériák és perifériális funkciók, mint pl. az órajelgenerátor, 16 bites számlálók és időzítők, megszakításvezérlő, várakozási állapot-generátorok, soros portok és DMA vezérlő
A DMA vezérlő külön író és olvasó engedélyezőjeleket (strobes) használ, és az időzítése hasonlít a Z80 és Intel processzorokéhoz. A csipbe épített memóriakezelő egység (MMU) 1 MiB memóriát képes címezni. A Z180 processzor úgy is konfigurálható, hogy működése a Hitachi HD64180 processzornak feleljen meg.

## A felépítés jellemzői
A Z180 egy javított processzormag, amely gépi utasítás szinten kompatibilis a Z80-as processzorral, de felépítésében jelentős újításokat tartalmaz.
A Zilog ebben a processzorban alkalmazta először a mikrokódos technológiát és az utasításfutószalagos (instruction pipeline) utasításvégrehajtási technikát. Ennek eredményeképpen sok utasítás végrehajtási ideje megváltozott; sok utasítás végrehajtásához kevesebb ciklus szükséges, mint az eredeti Z80-ban.
A processzorban bevezettek egy újabb megszakítást, ez a Reserved Instruction Trap – fenntartott utasítás-csapda – amely akkor következik be, amikor a processzor egy érvénytelen utasításkóddal találkozik a végrehajtási sorban. Ez a tulajdonság későbbi utasítás-kiterjesztésekhez és emulációhoz használható.
A Z80 dokumentálatlan, „illegális” utasításai a Z180-ban tiltottak. A processzor újabb utasításokkal is bővült, ezek közé tartoznak a belső regiszterek címzését szolgáló utasítások és a szorzás.

## Perifériák
A Z180 sikerét nagy részben a processzor mellé, a csipre integrált perifériáknak köszönheti. Ezek a következők:
- Órajelgenerátor: külsőleg csak egy kvarckristály és két kondenzátor szükséges a működéséhez.
- Memóriavezérlő (MMU): 1 MiB memóriát kezel.
- Két DMA-vezérlő, memória és memória-I/O adatátvitelt tesz lehetővé. A DMA-vezérlő a teljes 1 MiB címmezőt kezeli.
- Programozható várakozási állapot-generátor, külön a memória és az I/O kérelmek számára.
- Programozható DRAM-frissítés vezérlő (refreh controller).
- Két aszinkron, full-duplex soros interfész (UART), programozható baud-ráta generátorral és modem vezérlővonalakkal, 300-tól 384000 baud-ig terjedő átvitelt tesz lehetővé.
- Órajelvezérelt nagysebességű soros átviteli interfész, multiprocesszoros rendszerek kialakításához.
- Két 16 bites programozható időzítő (timer).
- Két külső általános megszakítás.

## Memóriakezelés
Mivel a Z80 csak legfeljebb 64 KiB logikai tárterületet képes megcímezni, az MMU a memóriát ún. memóriabankokra osztva kezeli.
Három területet különböztet meg:
- Common Area 0
- Bank Area
- Common Area 1

Az MMU a fizikai memóriát 4 KiB méretű blokkokban helyezi el a logikai címmezőben. A 0 és 1 számú Common Area a logikai címmező alsó és felső végén helyezkednek el és általában szorosan a fizikai memóriához vannak rendelve (azaz a logikai és fizikai címek folyamatos sorozatot alkotnak, a memória összefüggő részét jelentik). A közbeeső rész a Bank Area az összerendelés vezérléséhez szükséges memóriaterület, ami programból változtatható. A címzésben beleértve (a háttérben) részt vesznek az MMU speciális regiszterei.

## Tokozások
- 64 csatlakozós DIP tokozás
- 68 csatlakozós PLCC
- 80 csatlakozós QFP

### A processzorcsalád tagjai, főbb jellemzők
| csip   | sebesség (MHz) | időzítők | I/O              | kommunikáció vezérlés | egyéb                                                          |
| ------ | -------------- | -------- | ---------------- | --------------------- | -------------------------------------------------------------- |
| Z80180 | 6, 8, 10       | 2        | N/S              | CPU                   | 1 MB MMU, 2×DMA, 2×UART                                        |
| Z80181 | 10             | 1        | 16               | CPU                   | 1 MB MMU, 2×DMA, 2×UART                                        |
| Z80182 | 16, 33, 20     | 0        | Clock Serial, 24 | ESCC, CSIO, UART      | S180 Megacella, 2×ESCC csatorna, 16550 MIMIC                   |
| Z80195 | 20, 33         | 4        | 7/24             | SCC, CSIO, UART       |                                                                |
| Z8L180 | 20             | 2        | Clock Serial     | CSIO, UART            | 1 MB MMU, 2×DMA, 2×UART, 3.3 V üzemi fesz.                     |
| Z8L182 | 20             | 0        | Clock Serial     | ESCC, CSIO, UART      | S180 Megacella, 2×ESCC csatorna, 16550 MIMIC, 3.3V üzemi fesz. |
| Z8S180 | 10, 20, 33     | 2        | Clock Serial     | UART, DMA, I2C, SPI   | 1 MB MMU, 2×DMA, 2×UART                                        |

Megjegyzés: Clock Serial: órajelvezérelt gyors soros átvitel, multiprocesszoros rendszerek kialakításához.

## Z80182
A Zilog Z80182 az idősebb Z80 processzor javított, gyorsabb változata és szintén a Z180 mikroprocesszorcsalád tagja. ZIP (Zilog Intelligent Peripheral Controller, Zilog intelligens perifériavezérlő) néven is emlegetik. Ez egy teljesen statikus kialakítás: az órajel teljesen megszűnhet, de a processzor megőrzi az állapotát és a regiszterek tartalmát. A processzor javított elektromágneses jellemzőkkel rendelkezik, ami a kimenetek jelváltozási sebességére is hatással van.
A Z80182 külső oszcillátor által szolgáltatott 33 MHz-es órajelen működhet, 5 volt tápfeszültségen; avagy belső oszcillátor által szolgáltatott 20 MHz-es órajelen, 3,3 volt tápfeszültségen.

## Fordítás
- Ez a szócikk részben vagy egészben  a   Zilog Z180 című német Wikipédia-szócikk ezen változatának fordításán alapul.  Az eredeti cikk szerkesztőit annak laptörténete sorolja fel. Ez a jelzés csupán a megfogalmazás eredetét és a szerzői jogokat jelzi, nem szolgál a cikkben szereplő információk forrásmegjelöléseként.